# Coupe du Président

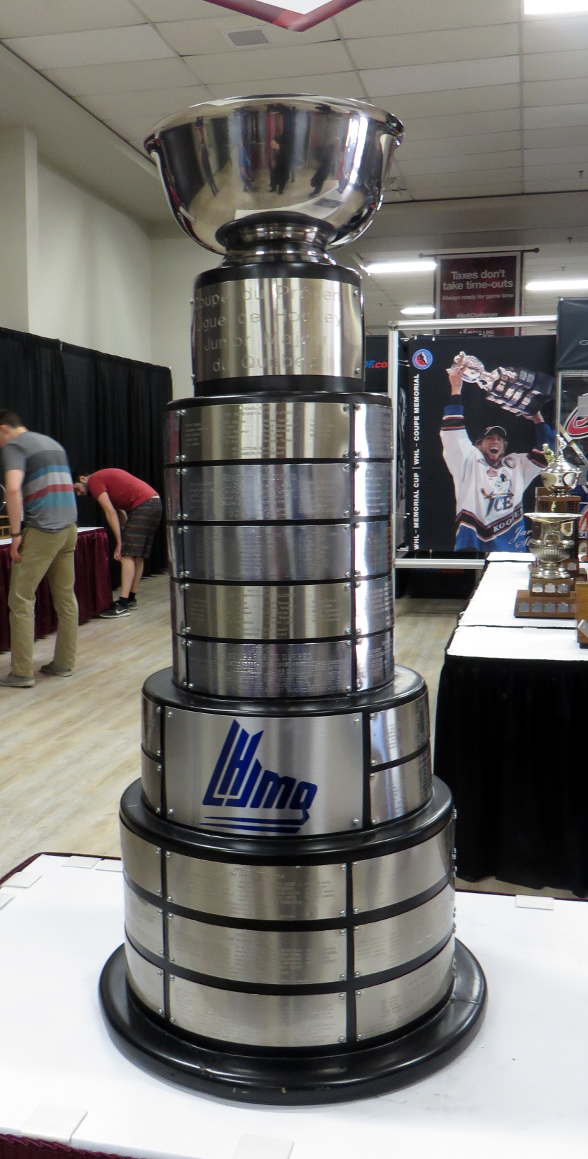
Coupe du Président

Die Coupe du Président (engl.: President’s Cup) ist die Meisterschaft der kanadischen Eishockey-Juniorenliga LHJMQ, die jährlich in den zwischen den Playoff-Siegern der  LHJMQ Division Est und der  LHJMQ  Division Ouest ausgespielt wird.
Zur Gründung der LHJMQ wurde der Pokal 1970 zum ersten Mal ausgespielt, aktueller Titelträger sind die Moncton Wildcats. Der Gewinner der Coupe du Président ist einer von vier Teilnehmern im Turnier um den CHL Memorial Cup.
Seit 1967 erhielt auch der Sieger der kanadischen Eishockey-Juniorenliga WHL einen President’s Cup. Dieser wurde 2007 in Ed Chynoweth Cup umbenannt.

## Gewinner
Teams, die anschließend auch den Memorial Cup gewinnen konnten, sind fett dargestellt.
| - 2024/25 Moncton Wildcats - 2023/24 Voltigeurs de Drummondville - 2022/23 Remparts de Québec - 2021/22 Cataractes de Shawinigan - 2020/21 Tigres de Victoriaville - 2019/20 nicht vergeben - 2018/19 Huskies de Rouyn-Noranda - 2017/18 Titan d’Acadie-Bathurst - 2016/17 Saint John Sea Dogs - 2015/16 Huskies de Rouyn-Noranda - 2014/15 Océanic de Rimouski - 2013/14 Foreurs de Val-d’Or - 2012/13 Halifax Mooseheads - 2011/12 Saint John Sea Dogs - 2010/11 Saint John Sea Dogs - 2009/10 Moncton Wildcats - 2008/09 Voltigeurs de Drummondville - 2007/08 Olympiques de Gatineau - 2006/07 Lewiston MAINEiacs - 2005/06 Moncton Wildcats - 2004/05 Océanic de Rimouski - 2003/04 Olympiques de Gatineau - 2002/03 Olympiques de Hull - 2001/02 Tigres de Victoriaville - 2000/01 Foreurs de Val-d'Or - 1999/00 Océanic de Rimouski - 1998/99 Titan d’Acadie-Bathurst - 1997/98 Foreurs de Val-d'Or | - 1996/97 Olympiques de Hull - 1995/96 Prédateurs de Granby - 1994/95 Olympiques de Hull - 1993/94 Saguenéens de Chicoutimi - 1992/93 Laval Titan Collège Français de Laval - 1991/92 Collège Français de Verdun - 1990/91 Saguenéens de Chicoutimi - 1989/90 Titan Collège Français de Laval - 1988/89 Titan Collège Français de Laval - 1987/88 Olympiques de Hull - 1986/87 Chevaliers de Longueuil - 1985/86 Olympiques de Hull - 1984/85 Canadien junior de Verdun - 1983/84 Voisins de Laval - 1982/83 Junior de Verdun - 1981/82 Castors de Sherbrooke - 1980/81 Cornwall Royals - 1979/80 Cornwall Royals - 1978/79 Draveurs de Trois-Rivières - 1977/78 Draveurs de Trois-Rivières - 1976/77 Castors de Sherbrooke - 1975/76 Remparts de Québec - 1974/75 Castors de Sherbrooke - 1973/74 Remparts de Québec - 1972/73 Remparts de Québec - 1971/72 Cornwall Royals - 1970/71 Remparts de Québec - 1969/70 Remparts de Québec |